# Matías Jadue
Matías Nicolás Jadue González (Santiago, 16 maggio 1992) è un ex calciatore cileno naturalizzato palestinese, di ruolo attaccante.

## Carriera

### Club
Ha giocato nella prima divisione cilena.

### Nazionale
Ha giocato nella nazionale cilena Under-15; successivamente ha scelto di rappresentare la Palestina, con la cui nazionale maggiore tra il 2015 ed il 2017 ha giocato 7 partite e segnato una rete.

## Palmarès

### Club

#### Competizioni nazionali
- Campionato cileno: 1

Universidad Católica: 2010
- Copa Chile: 1

Universidad Católica: 2011